# 凱尼爾沃思 (新澤西州)
凱尼爾沃思（英語：Kenilworth）是位於美國新澤西州尤寧縣的自治市鎮。

## 人口
根據2020年美國人口普查的數據，凱尼爾沃思的面積為5.57平方千米，當中陸地面積為5.56平方千米，而水域面積為0.01平方千米。當地共有人口8427人，而人口密度為每平方千米1,513人。